# جيان ماركو فيراري
جيان ماركو فيراري (بالإيطالية: Gian Marco Ferrari)‏ (15 فبراير 1992 ببارما في إيطاليا - ) هو لاعب كرة قدم إيطالي في مركز قلب الدفاع. لعب مع نادي بارما ونادي كروتوني ونادي فيورينزولا 1922 وAC Renate ‏ ونادي غوبيو وCrociati Noceto ‏.

## روابط خارجية
- جيان ماركو فيراري على موقع الاتحاد الأوربي (الإنجليزية)
- جيان ماركو فيراري على موقع قاعدة بيانات كرة القدم.إي يو (الإنجليزية)
- جيان ماركو فيراري على موقع ليكيب (الفرنسية)
- جيان ماركو فيراري على موقع ناشيونال فوتبول تيمز (الإنجليزية)
- جيان ماركو فيراري على موقع Soccerway.com (الإنجليزية)
- جيان ماركو فيراري على موقع عالم كرة القدم.نت (الإنجليزية)
- جيان ماركو فيراري على موقع AS.com (الإسبانية)